# Plesk
Plesk es un software comercial de automatización de centros de datos y alojamiento web con un panel de control desarrollado para proveedores de servicios de alojamiento minorista basados en Linux y Windows. El modelo de administración de usuarios de Plesk es adecuado para hosting dedicado y compartido, lo que permite a los administradores de servidores configurar nuevos sitios web, cuentas de revendedor, cuentas de correo electrónico y editar y crear entradas de DNS a través de una interfaz basada en web. Las características y soluciones clave incluyen la automatización y gestión de nombres de dominio, cuentas de correo electrónico, aplicaciones web, lenguajes de programación, bases de datos y tareas de infraestructura para proporcionar un entorno listo para codificar y una seguridad sólida en todas las capas y sistemas operativos.
Es desarrollado por Plesk International GmbH, con sede en Toronto, Canadá y Schaffhausen, Suiza, y oficinas en Barcelona (España), Colonia (Alemania), Tokio (Japón) y en la ciudad siberiana de Novosibirsk (Rusia), donde se desarrolló originalmente en el 2000.
El software de automatización de alojamiento fue lanzado inicialmente por Plesk Inc. y se lanzó por primera vez en 2001. En 2003, Plesk se vendió a SWSoft, que se convirtió en Parallels en 2008. En marzo de 2015, Parallels cambió el nombre de la división de proveedores de servicios a Odin. En diciembre del mismo año Plesk se convirtió en una entidad comercial independiente. En 2017, British Oakley Capital Limited adquirió Plesk y desde entonces forma parte de WebPros, una plataforma SaaS global para la gestión de servidores. Actualmente, WebPros comprende Plesk, cPanel, WHMCS, XOVI y SolusVM.

## Descripción general
Plesk fue fundado en 2000 por Dimitri Simonenko cuando Rackspace se convirtió en el primer cliente de Plesk. Dos décadas después de su primer lanzamiento, el software Plesk opera en más de 370 000 servidores en todo el mundo, lo que respalda las operaciones de más de 12 millones de sitios web y 15 millones de buzones de correo electrónico para clientes en 230 países. Una de las principales extensiones de Plesk, el popular kit de herramientas de WordPress, está disponible en más de 4,6 millones de instancias, y otras 161 extensiones están disponibles en el catálogo de Plesk.
En octubre de 2018, Plesk integró soporte para varios sistemas de administración de contenido, incluidos WordPress y Joomla, y otro software web como git y Docker, así como un entorno listo para el marco para Node.js, PHP, Python, Ruby on Rails y más. La versión actual de Plesk (Obsidian 18.x) para Linux es compatible con varias plataformas POSIX, incluidas Debian 9 y 10, Ubuntu 20.04 Server LTS, CentOS 7 y 8, RedHat Enterprise Linux 7 y 8 y CloudLinux 7. Y para los sistemas operativos Windows, Windows Server 2016 y Windows Server 2019.
Plesk admite los motores de bases de datos más populares y se envía con las herramientas de gestión de bases de datos correspondientes. Plesk para Linux admite servidores de bases de datos MySQL, PostgreSQL y MariaDB. Plesk para Windows es compatible con Microsoft SQL y MySQL.
La plataforma Plesk incluye extensiones para Copias de seguridad, DNS, Cloud, Securidad y herramientas de servidor. Y su panel de control permite a sus usuarios configurar nuevos sitios web, cuentas de revendedor, cuentas de correo electrónico, editar y crear entradas de DNS y mucho más, a través de una interfaz basada en la web.
En la actualidad, Plesk es utilizado y ofrecido por miles de empresas de alojamiento y proveedores de servicios en la nube en todo el mundo, incluidos GoDaddy, 1&1 Ionos, Media Temple, AWS, Google, Microsoft Azure, DigitalOcean, Panamaserver.com, Vultr y muchos más.
Las herramientas de gestión de servidores web de Plesk aseguran y automatizan la administración de servidores y sitios web, así como las operaciones para liberar tiempo y permitir que los desarrolladores, diseñadores y agencias se centren en sus negocios principales.

## Licencias
Plesk, con la última versión Obsidian 18.x, está disponible en las siguientes configuraciones de licencia:
- Plesk Web Admin Edition: Hasta 10 dominios. Para la gestión básica de sitios web simples, sin las herramientas y características extendidas.
- Plesk Web Pro Edition: Para administrar hasta 30 dominios. También incluye Plesk WordPress Toolkit con todas las funciones.
- Plesk Web Host Edition: Dominios ilimitados. El administrador también puede crear cuentas de revendedor adicionales.

El precio de la licencia también distingue si una licencia se puede utilizar para un servidor dedicado o un servidor virtualizado. Las licencias para servidores dedicados suelen ser un poco más caras.

## Precios
Plesk vende directamente las tres licencias por un precio mensual o anual. Las tres ediciones también se pueden obtener a través de revendedores de licencias oficiales.
En marzo de 2018, Plesk anunció un aumento en el precio de las versiones al final de su vida útil, convirtiéndose en su primer ajuste de precio en 18 años de actividad. La empresa elevó los precios de todas las licencias de Plesk que tenían versiones anteriores a la 12, alegando que era para cubrir el costo creciente de soporte y administración durante las últimas dos décadas. Tras el anuncio, Plesk creó una página de preguntas frecuentes para aclarar cualquier duda sobre el nuevo ajuste de precios.

## Soporte
El soporte en vivo y por correo electrónico para Plesk está disponible en inglés, ruso, español, alemán, portugués y japonés. Las licencias de Plesk adquiridas directamente incluyen soporte gratuito completo.
Si se adquiere una licencia de Plesk de uno de los socios de Plesk, el soporte técnico es responsabilidad del socio correspondiente. Los socios de Plesk brindan soporte de la industria para los productos de Plesk que se ejecutan en su infraestructura.

## Historial de versiones
| Producto                   | Publicado                | Soporte Extendido      | Fin de soporte          |
| -------------------------- | ------------------------ | ---------------------- | ----------------------- |
| Plesk Obsidian             | 4 de junio de 2019       | TBA                    | TBA                     |
| Plesk Onyx                 | 11 de octubre de 2016    | 11 de octubre de 2020  | 20 de abril de 2021     |
| Plesk 12                   | 16 de junio de 2014      | 16 de junio de 2018    | 1 de enero de 2019      |
| Plesk 11                   | 13 de junio de 2012      | 13 de junio de 2016    | 13 de diciembre de 2016 |
| Plesk 10                   | 3 de noviembre de 2010   | 31 de enero de 2015    | 3 de mayo de 2015       |
| Plesk 9                    | 9 de diciembre de 2008   | 9 de diciembre de 2012 | 9 de junio de 2013      |
| Plesk 8                    | 20 de septiembre de 2006 | 1 de marzo de 2012     | septiembre 2012         |
| Panel de pequeñas empresas | noviembre de 2009        | 1 de agosto de 2011    | julio de 2012           |
| Plesk 7 y anteriores       | 10 de febrero de 2004    |                        | 1 de enero de 2012      |

## Cronología
| Fecha | Hito |
| ----- | --- |
| 1999  | Lanzamiento en Linux |
| 2003  | Lanzamiento en Windows / Adquirido por SWsoft                                                                              |
| 2007  | Fusionado con Parallels |
| 2009  | Centrarse en la automatización de Parallels lejos de Plesk en el futuro / Plesk pasó al modo de mantenimiento              |
| 2014  | Lanzamiento de Plesk 12 |
| 2014  | Lanzamiento del catálogo de extensiones de Plesk                                                                           |
| 2015  | Cambio de nombre del negocio de proveedores de servicios a ODIN / Adquisición de Odin Automation por parte de Ingram Micro |
| 2016  | Relanzamiento de Plesk como unidad de negocio independiente en enero de 2016 / Lanzamiento de Plesk Onyx                   |
| 2017  | Lanzamiento de WordPress Toolkit 2.0 / Lanzamiento de WordPress Business Server / Adquisición de XOVI                      |
| 2018  | Lanzamiento de SEO Toolkit y Joomla! Toolkit / Lanzamiento de Smart Updates / Adquisición de SolusVM                       |
| 2019  | Lanzamiento de Plesk Obsidian / Lanzamiento del portal My Plesk                                                            |
| 2020  | Lanzamiento de SolusIO |

## Plesk University
En enero de 2016, Plesk lanzó Plesk University en línea. A través de su Universidad, Plesk ofrece una gama completa de cursos para ayudar a los usuarios a aprender a utilizar sus productos y servicios. Todos los cursos y exámenes de su catálogo son certificados, y el acceso a todos ellos es gratuito.